# Vad kvinnan vill (1927)
Vad kvinnan vill är en svensk stumfilm från 1927 med regi och manus av Edvard Persson. Persson hade även en roll i filmen tillsammans med andra Jullan Kindahl och Adolf Jahr.
Filmen spelades in sommaren 1927 på Hotell Mollberg i Helsingborg samt i Limhamn och Ystad. Den premiärvisades den 3 oktober samma år på biograferna Metropol i Malmö och Scala i Helsingborg.

## Handling
Harry Willis är en slarver och blir därför lämnad av sin fru Maggi. Mot slutet försonas de dock och Harry blir chef i ett konsortium.

## Rollista
- Edvard Persson – Kalle "Potatis-Kalle" Pettersson
- Jullan Kindahl – Amanda, Kalles fru
- Adolf Jahr – Harry Wills
- Mim Ekelund – Maggi Wills, Harrys fru
- John Ekman – Emanuel Wills, bankir
- Eric Sundström – målare
- Olga Hellquist – sångare
- Victor Hallin – ackompanjatör
- Richard Svanström
- Astrid Lindgren

### Fotnoter
1. 1 2 3  ”Vad kvinnan vill”. Svensk Filmdatabas. http://sfi.se/sv/svensk-filmdatabas/Item/?itemid=3648&type=MOVIE&iv=Basic&ref=/templates/SwedishFilmSearchResult.aspx?id%3d1225%26epslanguage%3dsv%26searchword%3dvad+kvinnan+vill%26type%3dMovieTitle%26match%3dBegin%26page%3d1%26prom%3dFalse. Läst 20 mars 2013.